# Kinh lượng bộ
Kinh lượng bộ (zh. 經量部, sa. Sautrāntika), hay Tăng-già-lan-đề-ca (僧伽蘭提迦, sa. Saṃkrāntika), Tu-đa-la luận bộ (修多羅論部), Thuyết độ bộ (說度部), Thuyết chuyển bộ (說轉部), Thuyết kinh bộ (說經部), Kinh bộ (經部)..., là một nhánh bộ phái Phật giáo xuất phát từ Thuyết nhất thiết hữu bộ (sa. Sarvāstivādin) khoảng 150 năm trước Công nguyên. Như tên gọi cho thấy (sautrāntika xuất phát từ sūtrānta, có nghĩa là Kinh phần, chỉ Kinh tạng của Tam tạng), bộ này chỉ đặt nền tảng trên Kinh tạng (sa. sūtrapiṭaka) và phản bác Luận tạng (sa. abhidharmapiṭaka) cũng như quan điểm "Nhất thiết hữu" (tất cả đều hiện hữu, đều có) của Thuyết nhất thiết hữu bộ.
Kinh lượng bộ cho rằng có một thức tinh vi hơn thức thông thường, từ đó đời sống con người sinh ra và chính thức đó sẽ tái sinh. So sánh với Độc Tử bộ (sa. vatsīputrīya) – là bộ phái cho rằng có một tự ngã thật sự, sống kiếp này qua kiếp khác – thì Kinh lượng bộ cho rằng, chỉ có thức là luân chuyển trong vòng sinh tử và với cái chết thì bốn uẩn còn lại (Ngũ uẩn, sa. pañcaskandha) chìm lắng trong thức đó. Quan điểm về sự tồn tại của thức này đã đóng một vai trò quan trọng trong việc hình thành Duy thức tông (sa. vijñānavādin, yogācāra).
Kinh lượng bộ còn cho rằng, mỗi một hiện tượng thật sự chỉ hiện hữu trong một khoảnh khắc cực nhỏ – được gọi là Sát-na (sa. kṣaṇa) – và mỗi quá trình chỉ là tiếp nối những khoảnh khắc đó, mỗi quá trình thông qua thời gian chỉ là ảo ảnh. Kinh lượng bộ xem Niết-bàn (sa. nirvāṇa) là sản phẩm của sự phủ nhận (en. negation) của tư duy, là sự tịch diệt.